# Made in Vietnam
Made in Vietnam là album phòng thu của ca sĩ Mỹ Linh được Viết Tân phát hành vào ngày 20 tháng 2 năm 2003. Album đã bán được hơn 100.000 bản và là một trong những album bán chạy nhất lịch sử nhạc Việt. Đây cũng là album đầu tiên của Việt Nam được phát hành chính thức ở nước ngoài, với bản in tiếng Anh và Tây Ban Nha, qua sự cộng tác của Blue Tiger Records. Mỹ Linh đã dành được thành tích lớn tại Nhật Bản, khi phiên bản tái phát hành album đạt vị trí số một trên bảng xếp hạng "Album của tháng" tại đây vào năm 2007.
Album là sự tiếp nối thành công từ những album trước đó của Mỹ Linh là Tóc ngắn (1998) và Vẫn mãi mong chờ (2000). Ban nhạc Anh Em cùng nhạc sĩ Dương Thụ tiếp tục là ê-kíp chính cộng tác thực hiện album. Đây là album đầu tiên kể từ khi saxophone Hồng Kiên chính thức gia nhập ban nhạc Anh Em và cũng là lần đầu tiên AE Records là nhãn đĩa trong album của Mỹ Linh.

## Hoàn cảnh ra đời
Sau thành công từ 2 album bước ngoặt Tóc ngắn I và Tóc ngắn II, Mỹ Linh tiếp tục lựa chọn R&B làm phong cách chính của mình. Một chủ đề mới cần được khai thác, và Mỹ Linh quyết định chọn nhiều về những ca khúc hoài niệm "với những giấc mơ xưa, những ký ức đẹp, khó quên về cuộc sống bình dị hàng ngày". Được chuẩn bị suốt 3 năm, album này bao gồm 11 bài hát của các nhạc sĩ Dương Thụ, Bảo Chấn, Huy Tuấn, Anh Quân và Hồng Kiên.
Ban nhạc Anh Em tiếp tục là ê-kíp sản xuất chính cho Mỹ Linh. Bên cạnh đó, ban nhạc đã tìm tới cách làm chuyên nghiệp hơn khi sử dụng một công ty để tiến hành tiếp thị và quảng bá ngay từ trước khi album phát hành. Đầu tư ra sản phẩm, nhóm thực hiện còn bận lòng với việc xây dựng và duy trì trang web riêng của Mỹ Linh. Họ còn đầu tư cho ca sĩ một logo riêng, logo ấy có mặt trong các sản phẩm của cô trong các quà tặng trang nhã, lịch sự dành cho những người hâm mộ. Những nón, áo thun, lọ sứ, decal... được thực hiện như những gì không thể thiếu bên cạnh một tiếng hát chuyên nghiệp.
Nhạc sĩ Dương Thụ tiếp tục được lựa chọn là người viết lời cho toàn bộ album. Ông nói: "Một người ca sĩ có chất giọng hay, hát những bài hát hay, được khán giả đón nhận và yêu mến, đó là điều rất đáng quý. Nhưng ca sĩ nếu hát bằng chính trái tim mình, bằng chính những cảm xúc thực của mình thì sự trân trọng lớn hơn nhiều. Chính vì vậy, phần ca từ tôi sáng tác cho Made in Vietnam đều bắt nguồn từ những câu chuyện thực có liên quan đến cuộc sống và sự nghiệp ca hát của chính Mỹ Linh".
Về tên của album, Mỹ Linh nói: "Mỹ Linh là người Việt Nam mang tâm hồn Việt – đó chính là thế mạnh và nguồn cảm hứng nghệ thuật của giọng hát – vì vậy Mỹ Linh đặt tên album nhạc mới này là Made in Vietnam, tên gọi rất đơn giản nhưng đáng tự hào. Mỹ Linh muốn dành tặng nó cho tất cả thính giả Việt Nam đã và sẽ yêu mến giọng hát mình".
Con gái của gia đình Mỹ Linh – Anh Quân, Anna, tham gia hát bè trong bài hát "Có thấy tôi tuổi 15". Đây cũng là ca khúc được nhạc sĩ Dương Thụ tặng riêng cho Mỹ Linh với nhiều kỹ thuật khó. Một ca khúc nữa là "Hát cho anh" được nhạc sĩ viết nhằm khai phá chất "thính phòng" trong giọng Mỹ Linh.
Ảnh bìa được chụp bởi nhiếp ảnh gia Dương Minh Long, thiết kế bởi nghệ sĩ Nguyễn Bích Thủy.

## Danh sách ca khúc
| STT | Nhan đề                                         | Sáng tác            | Sản xuất | Thời lượng |
| --- | ----------------------------------------------- | ------------------- | -------- | ---------- |
| 1.  | "Em mơ về anh"                                  | Huy Tuấn Dương Thụ  | Huy Tuấn | 4:16       |
| 2.  | "Tình yêu thức dậy"                             | Anh Quân Dương Thụ  | Anh Quân | 5:01       |
| 3.  | "Trở lại tuổi thơ"                              | Anh Quân Dương Thụ  | Anh Quân | 4:57       |
| 4.  | "Có thấy tôi tuổi 15" (hợp tác với Anna Trương) | Dương Thụ           | Anh Quân | 5:51       |
| 5.  | "Quán cà phê mùa hè"                            | Huy Tuấn Dương Thụ  | Huy Tuấn | 3:51       |
| 6.  | "Chờ đợi"                                       | Anh Quân Dương Thụ  | Anh Quân | 5:11       |
| 7.  | "Hát theo người đi trên phố"                    | Anh Quân Dương Thụ  | Anh Quân | 5:23       |
| 8.  | "Rồi anh lại đến"                               | Bảo Chấn Dương Thụ  | Anh Quân | 4:10       |
| 9.  | "Và tôi vẫn hát"                                | Huy Tuấn Dương Thụ  | Huy Tuấn | 4:29       |
| 10. | "Hát cho anh"                                   | Dương Thụ           | Huy Tuấn | 4:59       |
| 11. | "Bướm trắng"                                    | Hồng Kiên Dương Thụ | Anh Quân | 5:50       |

| Bài hát tặng kèm của phiên bản Việt Nam | Bài hát tặng kèm của phiên bản Việt Nam | Bài hát tặng kèm của phiên bản Việt Nam | Bài hát tặng kèm của phiên bản Việt Nam |
| STT                                     | Nhan đề                                 | Sáng tác                                | Thời lượng                              |
| --------------------------------------- | --------------------------------------- | --------------------------------------- | --------------------------------------- |
| 12.                                     | "Quán cà phê mùa hè" (nhạc nền)         | Huy Tuấn                                | 3:51                                    |
| 13.                                     | "Trở lại tuổi thơ" (nhạc nền)           | Anh Quân                                | 4:57                                    |
| 14.                                     | "Em mơ về anh" (nhạc nền)               | Huy Tuấn                                | 4:16                                    |

| Bài hát tặng kèm của phiên bản Nhật Bản | Bài hát tặng kèm của phiên bản Nhật Bản | Bài hát tặng kèm của phiên bản Nhật Bản | Bài hát tặng kèm của phiên bản Nhật Bản | Bài hát tặng kèm của phiên bản Nhật Bản |
| STT                                     | Nhan đề                                 | Sáng tác                                | {{{extra_column}}}                      | Thời lượng                              |
| --------------------------------------- | --------------------------------------- | --------------------------------------- | --------------------------------------- | --------------------------------------- |
| 12.                                     | "Hương ngọc lan"                        | Anh Quân Dương Thụ                      | Anh Quân                                | 5:59                                    |

## Video âm nhạc
- "Trở lại tuổi thơ"
- "Hát theo người đi trên phố"
- "Em mơ về anh" (đạo diễn: Đỗ Đức Thành; quay phim: Phạm Trung Dũng)

## Phát hành

### Tranh cãi về tựa đề album
Nhan đề chính là sự kiện gây tranh cãi nhất cho sản phẩm này ngay từ khi nó còn chưa được phát hành, tới mức trở thành "scandal" tai tiếng xung quanh nó. Các nhà quản lý cho rằng tên album của cô dễ gây nhầm lẫn cho khán giả nước ngoài rằng, đây là một sản phẩm đại diện cho âm nhạc Việt Nam. Ông Lê Tiến Thọ, Cục trưởng Cục Nghệ thuật Biểu diễn, nói: "Chúng tôi đã rút kinh nghiệm với ca sĩ Mỹ Linh và nhà sản xuất về việc lấy tên album này. Mỹ Linh đã nhận lỗi. Album đó chỉ là một sản phẩm cá nhân, chưa thể đại diện cho cả một nền âm nhạc Việt Nam". Mỹ Linh tâm sự: "Tôi nhận được văn bản đề nghị đổi tên album. Nhưng thực sự cái tên này chỉ có ý nghĩa: đây là một sản phẩm từ A đến Z do người Việt làm. Mà đây là sản phẩm đỉnh cao chứ không phải nhố nhăng gì. Giả sử đó là album của một ca sĩ trẻ thì không nói làm gì, nhưng chí ít thì tôi cũng là một ca sĩ lâu năm, có cống hiến cho khán giả, nên phải có một cái nhìn khác chứ. Tôi rút ruột, rút gan [..] để làm album này mà nay lại bị như thế thì rất buồn." Sự việc này khiến Mỹ Linh phải tốn rất nhiều công sức để đảm bảo việc giữ được tên gốc và các sự kiện giới thiệu album không bị gián đoạn.
Made in Vietnam cuối cùng được phát hành ngày 20 tháng 2 năm 2003 qua một buổi diễn ra mắt tại Nhà hát Hòa Bình, thành phố Hồ Chí Minh. Ở Hà Nội, buổi diễn ra mắt album chỉ được tổ chức vào ngày 2 tháng 3 thay vì 28 tháng 2 như dự kiến vì những vấn đề về nhan đề album vẫn chưa hoàn toàn được giải quyết.

### Phân phối
Tại Việt Nam, Viết Tân Studio tiếp tục là nhà phân phối chính thức của Mỹ Linh. Bước đột phá là việc Mỹ Linh trở thành nghệ sĩ Việt Nam đầu tiên ký kết phát hành album ra nước ngoài với việc cộng tác với hãng đĩa Blue Tiger Records. Blue Tiger cũng là người đại diện của Mỹ Linh trong các chương trình biểu diễn, quảng cáo cũng như liên hệ với các nhà phân phối tại thị trường nước ngoài. Tại buổi họp báo, ông Jeff Haall, giám đốc sản xuất hãng Blue Tiger, cho biết: "Album hợp tác giữa chúng tôi sẽ truyền tải một phong cách nhạc phương Tây nhưng chịu nhiều ảnh hưởng của âm nhạc hiện đại châu Á. Tôi tin tưởng Mỹ Linh sẽ là vị sứ giả của Việt Nam thông qua âm nhạc, mang hình ảnh đất nước tươi đẹp của các bạn đến với thế giới".
Ngày 24 tháng 9 năm 2007, Mỹ Linh tạo tiếng vang lớn khi phát hành 3 album Made in Vietnam, Chat với Mozart (2005) và Để tình yêu hát (2006) tại Nhật Bản thông qua nhà phát hành Pony Canyon Records. Theo kèm album là bộ ảnh chụp Mỹ Linh trong trang phục áo dài. Ấn bản này đưa Made in Vietnam trở thành album đầu tiên của Mỹ Linh được đưa lên trang bán hàng trực tuyến Amazon. Made in Vietnam được đài phát thanh radio-I của thành phố Nagoya đề cử là album hay nhất của tháng.
"Em mơ về anh" được Mỹ Linh chọn để làm video tham dự chương trình VTV Bài hát tôi yêu lần thứ 2 (2004).

## Tiếp nhận
Made in Vietnam nhận được đánh giá trung lập từ các nhà báo và những đánh giá trái chiều từ khán giả. Trong bài tổng hợp nhận xét từ các khán giả của báo Thể thao & Văn hóa, bên cạnh những lời khen về chất lượng âm thanh và việc khai thác chất giọng đặc trưng thiên về kỹ thuật của Mỹ Linh, khá nhiều ý kiến lại cho rằng thực tế album đã quá rùm beng tới mức như "marketing" cho sản phẩm trong khi thực tế nó chưa thực sự thoát khỏi hình ảnh của 2 album Tóc ngắn trước đó.
Báo Sài Gòn – Tiếp thị đưa nhiều nhận xét rất tích cực cho album: "Mỹ Linh đã tìm thấy (tiếng hát) chưa thật đầy đặn trong Tóc ngắn nhưng đã thật sự đậm đà trong Made in Vietnam. [..] Made in Vietnam là một sản phẩm có chất lượng cao bởi quy trình tạo tác ra nó không chỉ được làm nên bằng sự ngẫu hứng của một ê kíp sáng tạo. Nó chứng thực một loại lao động nghiêm túc, đầy hứng thú nhưng không phải không nghiệt ngã. [..] Trong một quy trình sáng tạo đầy nghiêm túc đó, tiếng hát Mỹ Linh quả đã vút cao hơn, rực rỡ không chỉ như một giọng hát trời cho. Đó là sự mài giũa hết sức nghiêm khắc bởi những người thân, người bạn chân tình nhất của cô: ban nhạc Anh Em, nhạc sĩ Dương Thụ. Và đến lượt mình, những người bạn ấy đã thăng hoa trong Made in Vietnam bằng sự cộng hưởng tuyệt vời. Cùng với tiếng hát Mỹ Linh, với Made in Vietnam, Anh Quân, Huy Tuấn và ban nhạc Anh Em cũng lại bước một bước thật dài và chắc chắn trong sự chinh phục người nghe. Trên đôi cánh vững chắc của ê kíp sáng tạo đó, tiếng hát của Mỹ Linh, một lần nữa tìm tới được đỉnh cao."
Nói về Made in Vietnam, báo Gia đình Xã hội khá dè dặt: "(Mỹ Linh) vẫn chung thủy với phong cách của Tóc ngắn. Cách hát và trình diễn của Mỹ Linh bắt đầu đi vào một thói quen, vẫn lộng lẫy, nồng nàn, quyến rũ nhưng không còn mới. Funk, soul là thể loại nhạc chằn chặn về cấu trúc, nên Mỹ Linh rất dễ bị khoanh vùng lại, không có đất tung hoành cho hết cá tính của mình."
Dù được đánh giá tốt ở Nhật Bản và được trợ giúp từ nhiều nhà phân phối lớn, thậm chí được đề cử giải album của tháng tại đây, Mỹ Linh không thể có được thành công như mong muốn tại thị trường Nhật khi album không tồn tại lâu tại các bảng xếp hạng và có doanh thu hạn chế.

## Thành phần tham gia sản xuất
Theo bìa sau của album:
| Ban nhạc Anh Em - Anh Quân – sáng tác, hòa âm, phối khí, guitar, hát bè - Huy Tuấn – sáng tác, hòa âm, phối khí, bass, flute trong "Có thấy tôi tuổi 15" - Hồng Kiên – sáng tác, hòa âm, phối khí, saxophone, bộ hơi - Văn Hà – keyboard, guitar - Quốc Bình – trống, bộ gõ, định âm, hát bè | Các nghệ sĩ khác - Dương Thụ – sáng tác, viết lời - Bảo Chấn – sáng tác "Rồi anh lại đến" - Anna Trương – hát bè trong "Có thấy tôi tuổi 15" Sản xuất - Sản xuất – Anh Quân, Huy Tuấn - Thiết kế – Nguyễn Bích Thủy - Chụp ảnh – Dương Minh Long |